# 애플 A11
애플 A11 바이오닉(Apple A11 Bionic)는 애플이 설계하고 TSMC가 제조한 64비트 시스템 온 칩(SoC)이다. 아이폰 8, 아이폰 8 플러스에는 TSMC 10나노 공정으로 제조된 A11 바이오닉 프로세서가 탑재되었다.
2017년 9월 12일 출시된 아이폰 8, 8 플러스, 아이폰 X에 처음 등장했다. 애플에서는 2개의 고성능 코어가 애플 A10보다 25% 빠르며 4개의 고효율 코어는 최대 25% 더 빠르다고 밝혔다. A10의 해당 코어 2개보다 70% 더 빠르다. A11 바이오닉 칩은 아이폰 8 및 8 플러스의 단종에 따라 2020년 4월 15일에 단종되었다. 이 칩을 사용하는 아이폰 8, 8 플러스 및 아이폰 X의 최신 소프트웨어 업데이트는 2023년 9월 21일에 출시된 iOS 16.7이었다.

## 디자인
A11은 애플이 설계한 64비트 ARMv8-A 6코어 CPU, Monsoon이라고 하는 2.39GHz의 고성능 코어 2개와 Mistral이라고 하는 에너지 효율적인 코어 4개를 갖추고 있다. Monsoon 코어는 7폭 디코드 비순차적 수퍼스칼라 설계인 반면 Mistral 코어는 3폭 디코드 비순차적 수퍼스칼라 설계이다. Mistral 코어는 애플 A6의 Swift 코어를 기반으로 한다. A11은 새로운 2세대 성능 컨트롤러를 사용하여 이전 A10과 달리 A11이 6개의 코어를 모두 동시에 사용할 수 있다.
A11은 또한 애플이 설계한 3코어 그래픽 처리 장치(GPU)를 통합하여 A10보다 30% 더 빠른 그래픽 성능을 제공한다. A11에는 M11 모션 보조 프로세서가 내장되어 있다. A11에는 조명 추정, 넓은 색상 캡처 및 고급 픽셀 처리와 같은 컴퓨터 사진 기능을 지원하는 새로운 이미지 프로세서가 포함되어 있다.
A11은 10nm FinFET 프로세스를 사용하여 TSMC에서 제조되었으며 A10보다 30% 작은 87.66mm2 크기의 다이에 43억 개의 트랜지스터를 포함한다. 아이폰 8의 경우 2GB LPDDR4X 메모리, 아이폰 8 플러스 및 아이폰 X의 경우 3GB의 LPDDR4X 메모리와 함께 PoP(Package On Package)로 제조된다.
A11에는 HEVC 및 H.264에 대한 비디오 코덱 인코딩이 지원된다. HEVC, H.264, MPEG-4 Part 2 및 Motion JPEG에 대한 디코딩을 지원한다.
| SoC                      | A11 (10 nm) |
| ------------------------ | ----------- |
| 전체 다이                | 87.66       |
| 빅 코어                  | 2.68        |
| 스몰 코어                | 0.53        |
| CPU 컴플렉스 (코어 포함) | 14.48       |
| GPU 코어                 | 4.43        |
| GPU 전체                 | 15.28       |
| NPU                      | 1.83        |

### 뉴럴 엔진
A11에는 애플이 "Neural Engine"이라고 부르는 전용 신경망 하드웨어도 포함되어 있다. 이 신경망 하드웨어는 초당 최대 6000억 개의 작업을 수행할 수 있으며 Face ID, Animoji 및 기타 기계 학습 작업에 사용된다. 뉴럴 엔진을 사용하면 애플은 메인 CPU나 GPU를 사용하는 것보다 에너지 효율적인 방식으로 신경망과 기계 학습을 구현할 수 있다. 그러나 타사 앱은 신경망 엔진을 사용할 수 없으므로 신경망 성능은 구형 아이폰과 유사하다.
블룸버그는 애플의 비밀스러운 성격으로 인해 AI 연구 과학자를 유치하기가 어려웠다는 블룸버그의 2015년 보고서 이후 뉴럴 엔진이 AI 팀을 개선하려는 애플의 노력의 결실이라고 말한다. 이후 애플은 AI 관련 인력과 여러 회사를 모집했으며 AI 연구와 관련된 논문을 발표했다. 2016년 10월, 애플은 루스 살카트디노프를 AI 연구 이사로 고용했다.

## 채용 제품
- 애플 아이폰 8 - 2017년 9월
- 애플 아이폰 8 플러스 - 2017년 9월
- 애플 아이폰 X - 2017년 9월

## 같이 보기
- 애플 실리콘